# 榎本和平
榎本 和平（えのもと わへい、1926年6月23日 - 2006年4月24日）は、日本の政治家。元自由民主党衆議院議員。1996年勲三等旭日中綬章。2006年従五位。

## 来歴・人物
山形県天童市出身。中央大学経済学部卒業後、山形新聞に入社。整理部記者などを歴任。木村武雄秘書を経て、山形県議会議員を4期務め、自民党県連幹事長、県議会副議長等を担った。
1983年の衆議院議員総選挙山形1区で木村武雄の後継として田中角栄派（木曜クラブ）から出馬。67300票を獲得し初当選。
1985年1月27日、竹下登は田中に「若手といっしょに勉強会をやりたい」と告げた。田中は「いいだろう」と答え、竹下らは翌日から入会勧誘を開始した。1月29日、田中は勉強会は見せかけで公然たるクーデターであることに気付き、1月31日に二階堂進に切り崩しを命じた。83人いた参加希望者は次々と脱落した。2月7日、40人の議員により、創政会が結成される。その中に榎本もいた。
1987年7月4日、経世会が結成。会長には竹下が就任し、竹下派と呼ばれた。田中派は「竹下派」「木曜クラブ（二階堂グループ）」「中立系」に3分裂した。榎本は竹下派に所属した。
防衛政務次官などを歴任した。県議選、衆院選にあっては、服部敬雄が強力に支援した。
1990年の衆院選で落選。
1993年2月の山形県知事選挙に立候補するが、落選。
1996年、勲三等旭日中綬章受章。
2006年4月24日20時7分、肺癌のため山形市内の病院で死去。79歳没。

## 著書
- 『明日へ向って翔けよう 榎本和平・その異色の言動』拓進会、1978年。